# Zikanapis copo
Zikanapis copo är en biart som beskrevs av Compagnucci 2006. Zikanapis copo ingår i släktet Zikanapis och familjen korttungebin. Inga underarter finns listade i Catalogue of Life.